# Mădăraș (Mureș)
Mădăraș é uma comuna romena localizada no distrito de Mureș, na região histórica da Transilvânia. A comuna possui uma área de 12.42 km² e sua população era de 1265 habitantes segundo o censo de 2007.